# Ia Yeng
Ia Yeng là một xã cũ thuộc huyện Phú Thiện, tỉnh Gia Lai, Việt Nam.
Xã Ia Yeng có diện tích 36,83 km², dân số năm 2017 là 5.739 người. Xã là nơi cư trú của khoảng 6 dân tộc gồm Jrai, Tày, Thái, Nùng, Kinh và Sán Chỉ.

## Địa lý
Xã Ia Yeng là một trong 2 xã Đặc biệt khó khăn của huyện nằm ở phía Đông nam huyện Phú Thiện. Cách trung tâm huyện 15 km:
- Phía bắc giáp xã Ia Sol và xã Kim Tân huyện Ia Pa

- Phía nam giáp xã Ia Hiao

- Phía đông giáp xã Ia Mrơn huyện Ia Pa

- Phía tây giáp xã Ia Piar, Ia Peng và Ia Hiao.

## Lịch sử
Xã Ia Yeng được thành lập từ năm 1991 sau khi chia tách từ xã Ia Piar huyện Ayun Pa cũ.
Từ ngày 12 tháng 6 năm 2025, theo Nghị quyết số 1664/NQ-UBTVQH15, sáp nhập tỉnh Bình Định vào tỉnh Gia Lai. Giải thể huyện Phú Thiện, sáp nhập thị trấn Phú Thiện và các xã của huyện: Ia Sol, xã Ia Piar và xã Ia Yeng thành xã Phú Thiện.